# 盐津站
盐津站（原站名盐津南站），位于中华人民共和国云南省昭通市盐津县盐井镇，是内昆铁路上的火车站，建于2002年4月，由成都铁路局宜宾车务段管辖。现办理客货业务。
盐津站位于内昆铁路K229+826处，候车室面积353平方米。设站台1个、正线1条、到发线2条、货物线1条。